# Bjärnum
Bjärnum är en tätort i Hässleholms kommun i Skåne län. I västra delen av tätorten ligger Norra Åkarps kyrka i Norra Åkarp, kyrkby i Norra Åkarps socken.
Bjärnum är omgivet av bokskogar och Bjärlångensjöarna, Möllerödsjö och Dalsjön.

## Historia
Bjärnum var ursprungligen platsen för en gästgivargård längs med den gamla huvudvägen mellan Skåne och Småland. Här anlades under 1800-talet ett stationssamhälle längs järnvägen Hässleholm–Markaryd.
Bjärnum var en gång med över 40 möbelfabriker en centralort i Sverige vad gäller möbeltillverkning. Gitarrtillverkaren Bjärton låg också i Bjärnum och var under 1960-talet framgångsrik tillverkare och exportör av akustiska gitarrer.
Bjärnum är beläget i Norra Åkarps socken och ingick efter kommunreformen 1862 i Norra Åkarps landskommun, där för orten Bjärnums municipalsamhälle inrättades 16 augusti 1918. År 1952 bildades Bjärnums landskommun där orten därefter ingick. Municipalsamhället fanns kvar i denna kommun till 31 december 1958. Från 1974 ingår orten i Hässleholms kommun.

### Befolkningsutveckling
| Befolkningsutvecklingen i Bjärnum 1960–2020 | Befolkningsutvecklingen i Bjärnum 1960–2020 | Befolkningsutvecklingen i Bjärnum 1960–2020 | Befolkningsutvecklingen i Bjärnum 1960–2020 | Befolkningsutvecklingen i Bjärnum 1960–2020 |
| ------------------------------------------- | ------------------------------------------- | ------------------------------------------- | ------------------------------------------- | ------------------------------------------- |
|                                             |                                             |                                             |                                             |                                             |
| År                                          |                                             |                                             | Folkmängd                                   | Areal (ha)                                  |
| 1960                                        | 1960                                        |                                             | 2 504                                       |                                             |
| 1965                                        | 1965                                        |                                             | 2 644                                       |                                             |
| 1970                                        | 1970                                        |                                             | 2 777                                       |                                             |
| 1975                                        | 1975                                        |                                             | 2 910                                       |                                             |
| 1980                                        | 1980                                        |                                             | 2 986                                       |                                             |
| 1990                                        | 1990                                        |                                             | 2 872                                       | 360                                         |
| 1995                                        | 1995                                        |                                             | 2 803                                       | 362                                         |
| 2000                                        | 2000                                        |                                             | 2 636                                       | 362                                         |
| 2005                                        | 2005                                        |                                             | 2 643                                       | 360                                         |
| 2010                                        | 2010                                        |                                             | 2 674                                       | 364                                         |
| 2015                                        | 2015                                        |                                             | 2 755                                       | 434                                         |
| 2020                                        | 2020                                        |                                             | 2 805                                       | 424                                         |
|                                             |                                             |                                             |                                             |                                             |

## Samhället
Bjärnum har ett landsortsmuseum, Bjärnums Museum, vars samling startade redan i slutet av 1870 talet, bibliotek, blomsteraffär, konditori, tatuerare, ICA Supermarket, förskolor, skola (förskola till åk 9), en sparbank, frisör, restaurang, pizzerior, samt diverse annan tillverkningsindustri ger bygden arbetstillfällen. 
Bjärnum ligger utmed Markarydsbanan som trafikeras med Pågatågen.

### Bankväsende
Norra Åkarps Sparbank grundades 1868. Den bytte år 1973 namn till Snapphanebygdens Sparbank och är alltjämt en fristående sparbank med huvudkontor i Bjärnum och filial i Vittsjö.
Smålands enskilda bank hade ett kontor i Bjärnum som man år 1923 överlät till Sydsvenska banken. Skånska banken fanns kvar i Bjärnum tills den togs över av Handelsbanken, som i sin tur lade ner kontoret i Bjärnum under år 1998.

## Idrott
OK Torfinn är en orienteringsklubb i Bjärnum.
Bjärnum har även en fotbollsklubb , Bjärnums Goif. Herrlaget spelar 2013 i division 5 medan damlaget håller till i division 3. Under 2008 byggdes en konstgräsplan som håller upp till och med spel i division 1.
Bjärnum har även en handbollsklubb, Bjärnums HK.
I Bjärnum finns även en bordtennisklubb, Bjärnums BTK, samt en brottarklubb, BK Trim.